# Maimará
Maimará è una località del dipartimento di Tilcara, nella provincia argentina Jujuy. 

## Geografia
Maimará è situata sulla sponda destra del Río Grande, nella Quebrada de Humahuaca. Il villaggio sorge a 76 km a nord dalla capitale provinciale, San Salvador de Jujuy.

## Società
In base al censimento del 2001, nel territorio comunale dimorano 2.740 abitanti, con un aumento del 29% rispetto al censimento precedente (1991). Di questi abitanti, il 50,4% sono donne e il 49,6% uomini. Nel 2001 la sola cittadina di Maimará, sede municipale, contava 2.240 abitanti.

## Infrastrutture e trasporti
Maimará è attraversata dalla strada nazionale 9 che la unisce con San Salvador de Jujuy e la frontiera boliviana.